# Hatogrottorna

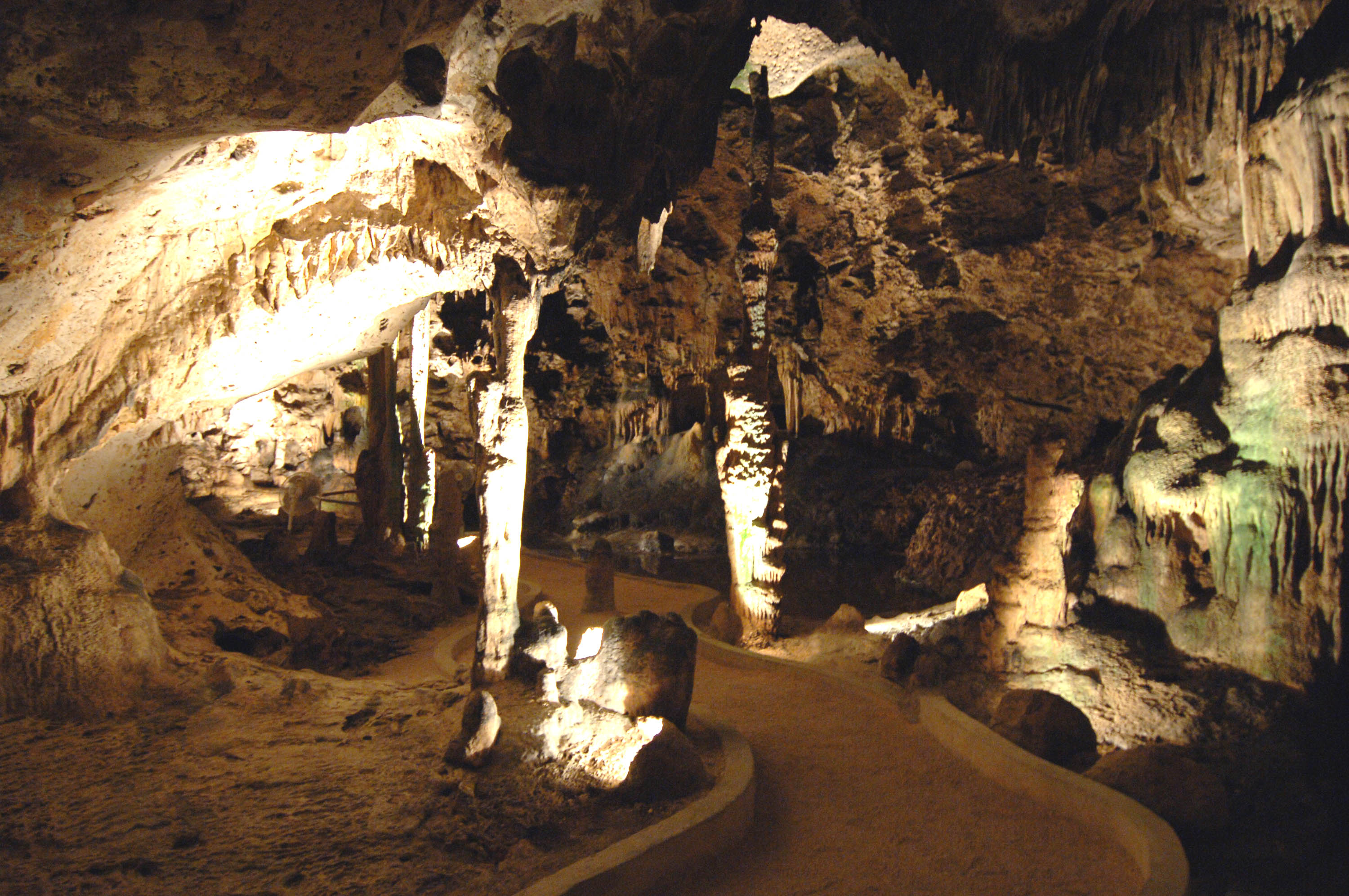
Del av Hatogrottorna.

Hatogrottorna är en turistattraktion på den karibiska ön Curaçao och har varit öppen för allmänheten sen 1991. Grottorna består av kalksten som byggts upp flera miljoner år och sedan havsnivån sjunkit utsatts för atmosfärisk korrosion och bildat karst. Grottorna är totalt ungefär 240 meter långa och täcker en yta på ungefär 4 900 m2.
Grottorna ligger på öns norra kust, norr om Willemstad.
De tidigast kända bosättarna som använde grottorna var folk från Arawak- och Caquetio-stammarna, vilka också begravde sina döda i grottorna. De talrika hällristningarna och grottmålningarna i grottorna tillskrivs dessa stammar. Innan slaveriet avskaffades användes grottorna också som gömställen av slavar som rymt.